# Советник Креспель

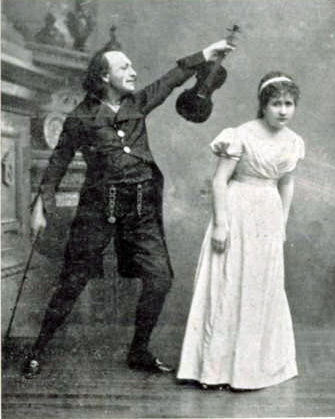
Креспель и Антония (оперная постановка 1881 года)

«Советник Креспель» (Rat Krespel) — новелла Э. Т. А. Гофмана, послужившая основой для второго акта оперы «Сказки Гофмана».

## Сюжет
Пожилой холостяк Креспель известен в немецком городе Г. своими буйными чудачествами: он сам шьёт себе нелепые наряды, строит особняк без плана и эскизов и беспощадно разбирает на части лучшие скрипки великих мастеров. Для рассказчика главная загадка — почему Креспель держит взаперти у себя в доме юную певицу Антонию, не подпуская к ней молодых людей. Наконец он проникает в дом Креспеля, где влюбляется в недоступную Антонию. Креспель пресекает его попытки склонить Антонию к пению и неучтиво выпроваживает рассказчика из своего дома.
По прошествии ряда лет внезапная смерть Антонии приводит Креспеля на грань помешательства. Забывшись, он открывает рассказчику, что Антония — его дочь от тайного брака. У неё была редкая болезнь груди, при которой категорически противопоказано пение. Нарушение этого запрета было чревато смертельным исходом. На протяжении многих лет Антония металась между тягой к жизни и страстной любовью к запретной для неё музыке. Этим же объяснялась и тяга Креспеля к уничтожению скрипок. Но в конце концов притяжение музыки оказалось сильнее предостережений рассудка.

## Создание и публикация
Рассказ написан Гофманом в сентябре 1816 года. Впервые увидел свет как часть письма, помещённого Гофманом в альманахе на 1818 год, который издавал беллетрист Фуке. Новелла открывает собой последний сборник Гофмана «Серапионовы братья», однако и в этом издании название у неё отсутствует.
Советник Иоганн Бернгард Креспель (1747—1813), приятель Гёте времён его франкфуртской юности, был широко известен своими чудачествами. Он действительно носил самодельную одежду удивительного покроя. Среди прототипов гофмановского Креспеля также называют известного механика Пистора. История Антонии полностью вымышлена Гофманом.

## Анализ
В новелле присутствуют характерные для Гофмана мотивы: патологическое нежелание творца расставаться со своими произведениями, стремление рассказчика проникнуть в запретный особняк, уподобление женского тела телу скрипки и родительский запрет на сексуальные отношения. 
Согласно психоаналитической трактовке, Креспель подсознательно мечтает о кровосмесительной близости с Антонией, которая напоминает ему о своей покойной матери, в которую он был влюблён молодым. В итоге «его желание проникнуть в тело скрипки и тело дочери сублимируется в пространстве музыки».

## Влияние
Среди многочисленных вариаций на сюжет «Креспеля» — ранний рассказ Томаса Манна «Тристан» (1903) и аргентинская новелла «Коварный снег», которая, в свою очередь, вдохновляла создателей знаменитого фильма «Селин и Жюли совсем заврались».